# Cap des Freu

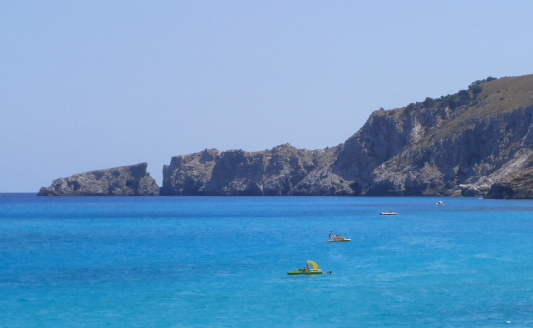
Cap des Freu, Blick von Westen aus Cala Mesquida

Das Cap des Freu ist ein Kap an der Nordostküste der spanischen Mittelmeerinsel Mallorca.
Es gehört zum Gebiet der Gemeinde Capdepera und ist als Naturschutzgebiet Reserva Natural Cap des Freu ausgewiesen. Das Naturschutzgebiet umfasst eine Fläche von 13 Hektar. Landeinwärts erhebt sich der Berg Es Telégraf.

## Geschichte
Am 25. Mai 1931 lief das Schiff El Golea in schwerer See am Cap des Freu nahe der Cala Mesquida auf Grund. 362 Passagiere und die Besatzung konnten sich retten. Ca. 200 Tonnen Ladung konnten geborgen werden. Der Versuch, das gestrandete Schiff mit Hilfe anderer Schiffe frei zu schleppen, misslang und so wurde das Schiff später vom Seegang an der rauen Küstenlinie zerstört und sank.